# María José López Santana
María José López Santana (Santa Lucía de Tirajana) es una política española miembro del partido Nueva Canarias. Es senadora de Gran Canaria desde el 26 de junio de 2016 en la XII legislatura.

## Biografía
María José López Santana nació en el municipio de Santa Lucía de Tirajana (Gran Canaria).
Se licenció en Derecho en la Universidad de Las Palmas de Gran Canaria. Está especializada en derecho administrativo y administración local. Fue jueza de paz entre 1999 y 2002 y después asesora de la Presidencia del Gobierno de Canarias hasta en 2003. Entre 2004 y 2007 fue asistente de la Presidencia de la Comisión de las Administraciones Públicas del Congreso de los Diputados y después jefa de gabinete de la vicepresidencia del Cabildo insular de Gran Canaria hasta en 2011. De 2012 a 2016 fue asesora parlamentaria de Nueva Canarias en el Congreso de los Diputados.

## Carrera política
El 26 de junio de 2016 fue elegida senadora por Gran Canaria tras presentarse en la lista de Nueva Canarias al Senado.Está integrada dentro del Grupo Mixto.
En marzo de 2018, López Santana consiguió que el presidente del Gobierno, Mariano Rajoy, se comprometiera a recibir por primera vez en La Moncloa a una representación de la 'Asociación Las Kellys', el colectivo de camareras de piso que reivindican mejorar laborales en su sector. Fue durante la primera vez que la senadora tenía ocasión de preguntar al presidente del Gobierno durante la sesión de control al Gobierno en el Senado.